# Thunbergia crispula
Thunbergia crispula är en akantusväxtart som beskrevs av Cornelis Eliza Bertus Bremekamp. Thunbergia crispula ingår i släktet thunbergior, och familjen akantusväxter. Inga underarter finns listade i Catalogue of Life.